# Ion Staicu
Ion Staicu (n. 23 februarie 1932) este un deputat român în legislatura 1990-1992, ales în județul Iași pe listele partidului FSN. Ion Staicu a fost membru în grupurile de prietenie cu Iran, Turcia și Israel. 

## Legături externe
- Ion Staicu Arhivat în 17 august 2016, la Wayback Machine. la cdep.ro